# ブラック・ビューティー (ティラノサウルス)

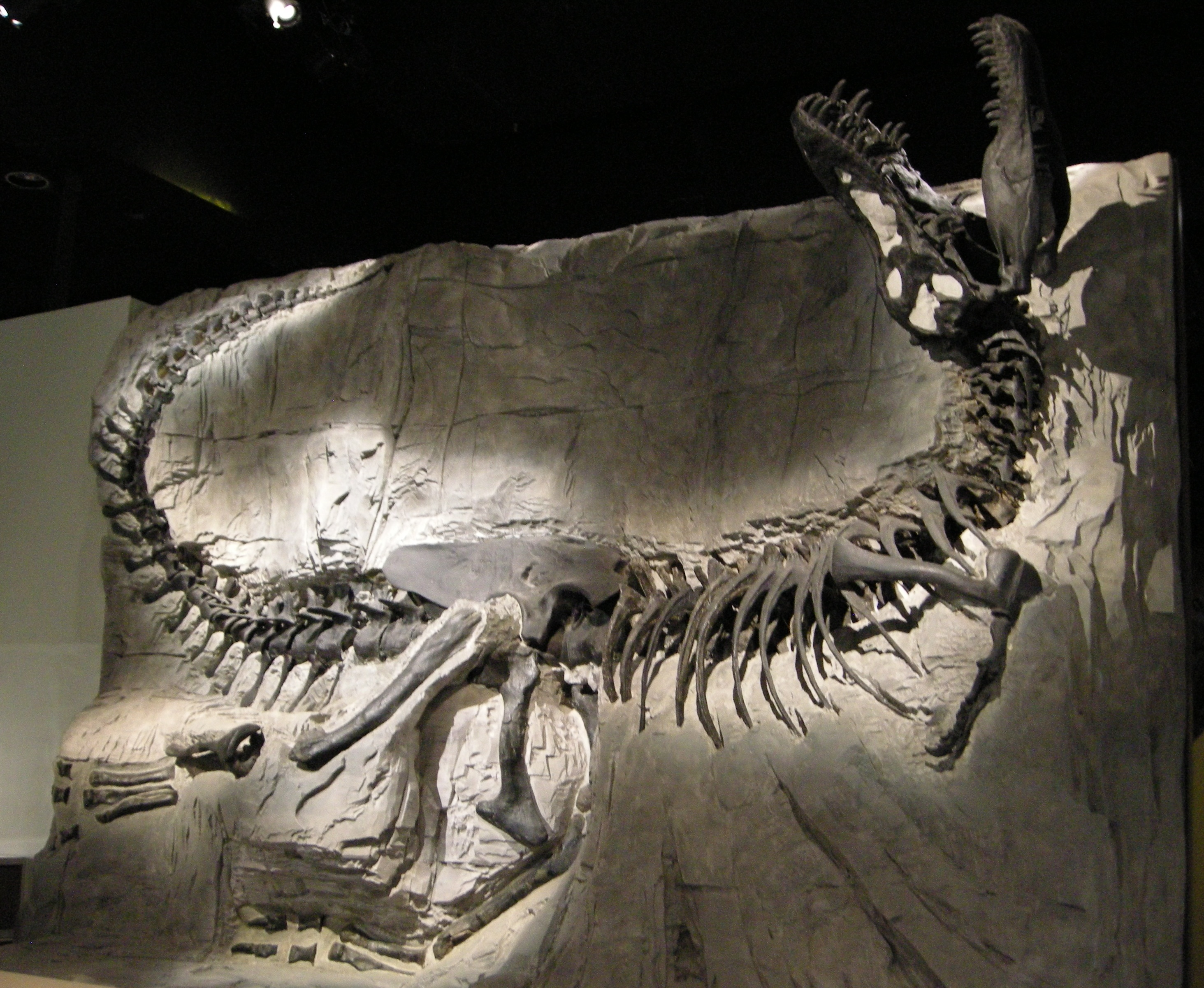
ブラック・ビューティー

ブラック・ビューティー（Black Beauty 、標本番号RTMP 81.6.1）は、保存状態の良いティラノサウルスの個体。化石化の過程で地下水に含有されるマンガンが沈着し、化石が光沢のある黒色を呈しており、このことから愛称がつけられている。カナダのアルバータ州ロイヤル・ティレル古生物学博物館に所蔵されている。

## 発見
1980年、当時高校生であったジェフ・ベイカーは友人と共に釣り旅行でアルバータ州の Crowsnest Pass を訪れていた。釣りの調子が良くなかった彼らは川岸で化石を探し、偶然ブラック・ビューティーの脚の骨を発見した。彼らは骨を見せた教師に促され、ロイヤル・ティレル古生物学博物館を訪ねて話をフィリップ・カリーに持ちかけた。その後、1982年に化石を覆う砂岩の掘削が開始された。

## 特徴
実骨は全身の約28%が保存されている。ブラック・ビューティーは既知のティラノサウルス成体の中で最小個体であるとされているが、ブラック・ビューティーと同程度かあるいはそれよりも小さな骨要素を持つティラノサウルス成体標本も多く発見されている。
古生物学者ジャック・ホーナーらはブラック・ビューティーをはじめとするティラノサウルスの頭骨に見られる傷を分析し、寄生性原虫トリコモナスの近縁種による症状を患っていたと2009年に発表した。

## レプリカ展示

### 海外

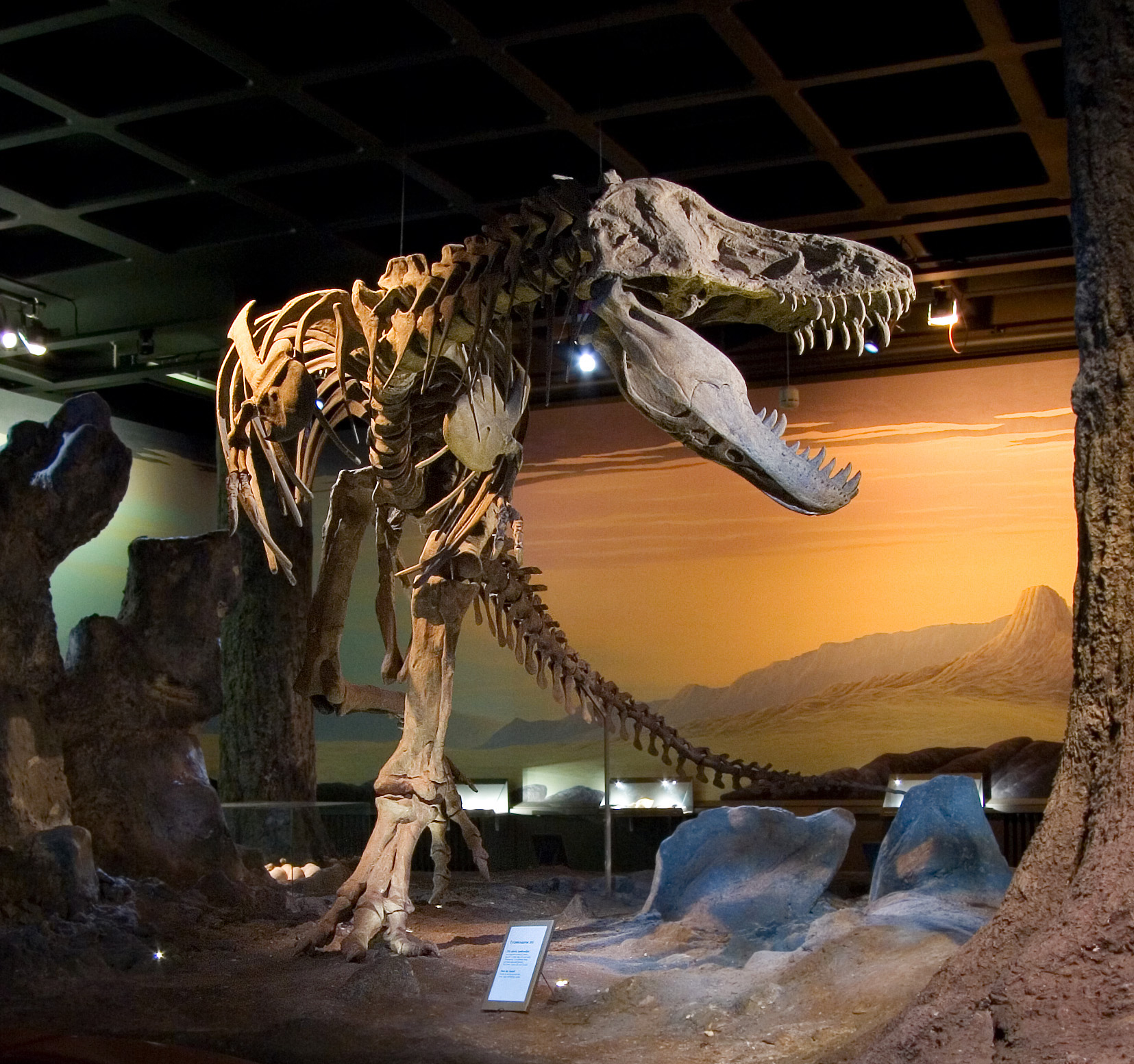
自然歴史博物館のブラック・ビューティー。白色のレプリカであり、マンガンの沈着による黒色は再現されていない。

レプリカは頭骨のみのものや全身骨格まで含めて世界中の常設展や企画展で展示されている。スウェーデンの首都ストックホルムに位置する自然歴史博物館では、地球史と生命史をテーマとした展示 4 ½ miljarder år の目玉展示としてブラック・ビューティーが展示されている。
海外の他の例では中国科学院古脊椎動物古人類学研究所の一部でもある中国古動物館にも全身骨格が展示されているほか、頭骨が Museum of African Culture（アメリカ合衆国メイン州）に展示されている。巡回展では1990年代の Dinosaur World Tour の展示の1つであった。

### 日本
日本では以下のような企画展で展示された。
- 大恐竜博（幕張メッセ、1990年）[14]
- 世界最大の恐竜博（アジア太平洋トレードセンター、1994年）[14][15]
- ロイヤル・ティレル古生物学博物館の恐竜たち（福井県立恐竜博物館、2001年）[1][16]

また、茨城県自然博物館と福井県立恐竜博物館のダイノラボでは全身骨格が常設展示されている。